# 東大阪市立池島中学校
東大阪市立池島中学校（ひがしおおさかしりつ いけしまちゅうがっこう）は、大阪府東大阪市池島町三丁目にあった公立中学校。

## 沿革
- 1977年（昭和52年）4月1日 - 東大阪市立縄手中学校より分離新設[1]。
- 2019年（平成31年）
  - 3月31日 - 東大阪市立池島小学校との統合により廃校。
  - 4月1日 - 東大阪市立義務教育学校池島学園開校。施設分離型のため、後期課程(中学校課程)は、同中学校の敷地及び校舎を使用。

## 通学区域
- 東大阪市立池島小学校の通学区域。

東大阪市 池島町1～8丁目、下六万寺町1丁目10～11番・3丁目8番、新池島町1～4丁目、横小路町6丁目、若草町。

## 交通
- 近鉄奈良線 東花園駅 南東へ約1.6km。

## 主な卒業生
- 佐藤史織 - 柔道選手
- 川西賢志郎 - お笑い芸人、元和牛
- 落合真司 - クリエイター